# 반난시광 : 그날의 기억
《반난시광 : 그날의 기억》(半暖时光)은 2021년 방송되었던 중국의 드라마이다.

## 소개
- 평범한 가정에서 자란 옌샤오천은 뜻하지 않은 아빠의 죽음으로 그녀에게 시련이 시작된다. 남자 친구인 선허우와 결혼하기 위해 이 악물며 살아온 그녀가 아빠의 죽음이 선허우의 엄마와 관련이 있다는 걸 알고, 선허우와 헤어지게 된다. 우연히 미국에서 온 청즈위안이란 남자가 그녀의 키다리 아저씨가 되지만, 그는 사실 그날의 기억에 중요한 사람이었다.

## 등장 인물
- 양욱문 (杨旭文) - 션하우 역
- 쉬링웨 - 옌샤오천 역
- 부신박 (付辛博) - 청즈웬 역
- 정관삼 (丁冠森) - 자오위환 역
- 왕연지 (王妍之) - 샤오청청 역
- 류해람 (刘海蓝) - 신리 역
- 임빈 (任彬) - 차오위 역
- 상사흔 (常仕欣) - 웨이통 역
- 이박문 (李泊文) - 리후이 역